# Stardust (Neil Gaiman)
Stardust è un romanzo fantasy del 1999 scritto da Neil Gaiman e illustrato da Charles Vess. Come prologo è presente la poesia lirica Canzone di John Donne.

## Trama del libro

### Capitolo 1 - In cui si apprende del Villaggio di Wall e del curioso fatto che vi si ripete regolarmente ogni nove anni
Alla periferia del villaggio rurale inglese di Wall, ogni nove anni gli abitanti del magico regno di Faerie (separato dal mondo ordinario da un muro di pietra) partecipano al mercato che si tiene il 1º maggio. All'inizio del romanzo il mercato è appena iniziato: Wall è pieno di visitatori e venditori, e il 18enne Dunstan Thorn affitta il suo cottage a un gentiluomo che gli promette di esaudire le sue brame. Il giorno successivo il ragazzo incontra la bellissima Una, schiava personale della strega Donna Semele e legata con una catena alla bancarella; Dunstan compra un bucaneve di vetro pagandolo con un bacio sulla guancia, per poi regalarlo alla sua fidanzata Daisy. Ammaliato dalla bellezza di Una, quella notte Dunstan la incontra nuovamente nel bosco e fa l'amore con lei; tuttavia, un mese dopo si sposa comunque con Daisy. Poco più di nove mesi dopo, a febbraio, Dunstan riceve un fagotto con dentro Tristran, il figlio concepito con una fata .

### Capitolo 2 - In cui Tristran Thorn cresce, diventa uomo e fa una promessa avventata
Passano 17 anni. Il giovane Tristran cerca di conquistare l'amore di Victoria Forester, la ragazza più bella di Wall. Una notte Tristran, dopo aver finito il suo turno da garzone nello spaccio Monday & Brown, accompagna Victoria a casa, e nel tragitto i due vedono precipitare una stella cadente a Faerie. Tristran giura di portargliela sperando in una promessa di matrimonio; supponendo che non ci riuscirà, Victoria promette di fare qualsiasi cosa lui le chieda nel caso in cui dovesse farcela. Tristran racconta a suo padre del giuramento fatto e Dunstan consegna al figlio il bucaneve, oltre ad aiutarlo ad attraversare indisturbato il muro alludendo alla sua origine per metà magica con le guardie. Tristran entra a Faerie e parte alla ricerca della stella.

### Capitolo 3 - In cui incontriamo altre persone, molte delle quali ancora in vita e interessate alle sorti della stella caduta
Nella signoria di Stormhold, a Faerie, il sovrano riunisce i suoi figli per scegliere l'erede: lancia nel cielo il Potere di Stormhold (un topazio che designa il suo portatore come legittimo erede), facendolo cadere sulla stessa stella avvistata da Tristran, infine muore. Primus, Tertius e Septimus sono gli unici fratelli rimasti, e sono ignari del fatto che gli spiriti degli altri quattro fratelli (uccisi per la corona) li seguano. Nel frattempo, in una piccola casa immersa nel bosco, tre antiche e potenti streghe conosciute collettivamente come Lilim (il nome della strega-regina) vengono a sapere della stella leggendo le viscere di un ermellino; la più anziana di esse consuma le loro ultime riserve vitali per tornare in forze (ossia il cuore di una stella che avevano catturato tempo addietro), quindi parte anch'essa in cerca della stella.

### Capitolo 4 - Vi giungerò a lume di candela?
Tristran incontra un piccolo omino peloso che lo aiuta attraverso i boschi, e viene canzonato da alcune piccole fate. L'omino peloso dà a Tristran un nuovo vestito, una catena d'argento (come quella usata da Donna Semele per imprigionare Una) e un mozzicone di candela che permette di percorrere rapidamente grandi distanze mentre brucia, spiegando la cosa con la filastrocca Quanto manca per Babilonia?. Raggiunta la stella, scopre che si tratta di una giovane donna che cadendo si è rotta una gamba, e che si mostra ostile. Tristan la lega con la catena d'argento, ma la candela si consuma prima che possa tornare indietro, quindi i due sono costretti a dormire per la notte. Nel frattempo, Tertius muore avvelenato da Septimus durante un soggiorno in una locanda, mentre la strega trasforma Brevis, un ragazzo di campagna, in una capra affinché traini il suo carro insieme a una seconda capra appartenuta al ragazzo.

### Capitolo 5 - In cui son molte le lotte per conquistare la corona
La mattina seguente, Tristran racconta alla stella del giuramento fatto a Victoria e della sua intenzione di portarla da lei, poi le dà una gruccia per aiutarla a camminare; durante il percorso, la stella mostra al ragazzo il topazio (il Potere di Stormhold) con cui è stata colpita e che l'ha fatta cadere. Giunti in una radura, assistono a una lotta tra un leone e un unicorno per una corona d'oro, e la stella chiede a Tristran di aiutare l'unicorno che rischia di soccombere. Tristran, ricordandosi della filastrocca Il leone e l'unicorno, raccoglie la corona e la dà al leone, che s'inoltra nella foresta. Dopo aver percorso un certo tratto di strada, approfittando dell'assenza di Tristan in cerca di cibo, la stella sale in groppa all'unicorno e fugge. Intanto la strega, assumendo il nome di Morwanneg, si presenta a Donna Semele; quando quest'ultima, per sapere il motivo del suo viaggio, le dà da mangiare della carne condita con un'erba che costringe a dire la verità, infuriata Morwanneg le lancia un incantesimo impedendole di percepire in alcun modo la presenza stella, e facendole dimenticare il loro incontro.

### Capitolo 6 - Ciò che disse l'albero
Scoperta la fuga della stella, un Tristran scoraggiato e dispiaciuto trascorre la notte sotto un faggio parlante (che prima era una ninfa dei boschi), la quale gli dice che Pan, lo spirito della foresta, le ha chiesto di aiutarlo: la stella è in pericolo e lui deve proteggerla. C'è un sentiero in mezzo alla foresta da cui passerà una carrozza, che Tristran deve assolutamente prendere; infine riceve una foglia rossa che gli sarà d'aiuto nei momenti più difficili. Tristran raggiunge appena in tempo sulla carrozza, guidata da Primus, il quale lo mette in guardia dallo spietato fratello Septimus. La strega trasforma il suo carro in una locanda, Brevis in una ragazza e l'altra capra in un uomo, facendoli passare per sua figlia e suo marito.

### Capitolo 7 - All'Insegna della Carrozza
La stella viene attirata dalla locanda e la strega si prepara a prenderle il cuore, sennonché arrivano Tristran e Primus, così decide di aspettare fin quando non avrà affrontato i due ospiti indesiderati. La strega tenta di avvelenare Tristran mentre si occupa dei cavalli, ma l'unicorno, che si trova nella stalla, lo avvisa appena in tempo. Tristran torna di corsa alla locanda, ma è troppo tardi per avvertire Primus, già ucciso dalla strega, la quale uccide anche l'unicorno, che prima di morire trafigge il "marito" della strega; anche Brevis muore. Tuttavia, Tristan è in grado di salvare la stella usando l'ultimo frammento rimasto della candela magica, ustionandosi una mano.

### Capitolo 8 - In cui si parla di castelli in aria e di altre questioni
Poco dopo giunge Septimus e trova il corpo di Primus, quindi si mette in cerca della strega per adempiere all'obbligo di vendicare il fratello ucciso e trovare il topazio, così da rivendicare il diritto di successione essendo l'ultimo figlio sopravvissuto del sovrano di Stormhold. Tristran e la stella si ritrovano bloccati su una nuvola a circa mezzo miglio sopra il mondo, ma vengono salvati dall'equipaggio di una nave aerea, la Libera Nave Perdita: il capitano della nave, Johannes Alberic, afferma di far parte di una misteriosa associazione che vuole aiutare Tristran a tornare a Wall. Tristran esprime rammarico per aver incatenato la stella, ma lei rivela che, in base all'usanza della sua gente, è comunque tenuta a seguirlo poiché lui le ha salvato la vita; rivela inoltre che le sue sorelle la chiamavano Yvaine, perché era una stella della sera. Dopo essersi scesi dalla nave, Tristran e Yvaine affrontano diverse avventure finendo per imbattersi in Donna Semele; quest'ultima, a causa della maledizione scagliatale dall'altra strega, non è in grado di percepire Yvaine, ma accetta di condurre Tristran fino al muro dopo che lui le mostra il bucaneve di vetro. Tristran si fa promettere che non gli verrà fatto del male, che riceverà vitto e alloggio e che arriverà a Wall nello stesso modo e nelle stesse condizioni in cui è partito; eppure ciò non impedisce a Donna Semele di trasformarlo, per mezzo del bucaneve, in un moscardino per tutta la durata del viaggio. Yvaine ha come unica compagnia il magnifico uccello multicolore della strega, che in realtà è Una trasformata.

### Capitolo 9 - In cui si narrano principalmente gli eventi accaduti al Fosso di Diggory
Septimus raggiunge la casa delle streghe Lilim, ma viene ucciso dalla più anziana. Donna Semele raggiunge il Fosso di Diggory (sentiero necessario per tornare a Wall), ma riesce a passare indenne perché quando la strega più anziana le chiede chi ha con sé nel carrozzone, lei non nomina Yvaine dato che per effetto dell'incantesimo nemmeno lo sa. Giunti nei pressi di Wall, Donna Semele fa riacquistare a Tristran e Una le loro vere sembianze; Tristran nota qualcosa di familiare in Una, la quale è ancora incatenata. Il ragazzo non è più certo di voler consegnare Yvaine pur amando Victoria, poiché Yvaine è una persona autentica sotto ogni punto di vista e non un oggetto, ma lei lo esorta a farlo lo stesso.

### Capitolo 10 -StardustovveroPolvere di stelle
Mentre Tristran e Yvaine sostano nel prato per la notte, la stella (che si è resa conto di essersi innamorata del ragazzo) riceve la visita di Una. Quest'ultima l'avverte che se dovesse oltrepassare il muro si trasformerà in roccia, che sa quale vincolo la lega a Tristran, infine riconosce il topazio che lei porta al collo: infatti Una è la primogenita e unica figlia femmina del sovrano di Stormhold, rapita da bambina. Il mattino seguente, Tristan incontra al varco del muro la sua sorellastra minore Louisa, poi si riunisce felicemente con la famiglia e gli amici. Entrato nel pub, Tristran ritrova Victoria: la ragazza si scusa dicendogli che pensava che lui scherzasse quando affermava di voler recuperare la stella, e vedendo che i giorni passavano senza che lui tornasse ebbe paura di averlo mandato incontro alla morte. Victoria dice a Tristran che, la notte in cui videro la stella cadente, lei si rifiutò di baciarlo perché aveva ricevuto una proposta di matrimonio da parte di Robert Monday (uno dei datori di lavoro di Tristran, più grande di lei di 30 anni), ed era infatti lui che Victoria sperava di trovare allo spaccio, per dirgli che aveva accettato la proposta e che sarebbe dovuto andare da suo padre per chiederne la mano. Victoria è decisa nel mantenere la promessa fatta e sposarlo, ma Tristran le ricorda che lei non gli aveva promesso il matrimonio, ma di fare tutto quello che desiderava, e il suo desiderio è quello di vederla accanto all'uomo che veramente ama. Mentre Dunstan spiega al figlio come andarono le cose con sua madre, Una rammenta a Donna Semele che è stata condannata a rimanere sua schiava «fino al giorno in cui la luna perderà sua figlia; e se mai questo accadrà, accadrà la settimana con due lunedì». Robert e Victoria fanno la conoscenza di Yvaine, ancora al di là del muro, e le parlano del loro matrimonio che si celebrerà il venerdì prossimo; scherzosamente Victoria ricorda quel giorno ci saranno due lunedì (infatti in inglese Monday corrisponde a Lunedì, e con Victoria che acquisirà il cognome del marito ce ne saranno due). Più tardi Tristran torna da Yvaine, la quale gli rivela di aver intuito che Victoria è incinta da un mese o due, lasciandolo sorpreso; Yvaine rivela a Tristran (ora anch'egli innamorato) che non potranno mai avere figli, in quanto lei è una stella e lui un uomo mortale, poi si baciano. Allo stesso tempo, la catena che imprigiona Una evapora completamente rendendola finalmente libera, e Donna Semele la ripaga regalandole una rosa di vetro. Una dà al figlio il topazio, in quanto ultimo erede maschio di Stormhold. Yvaine viene avvicinata dalla strega più anziana, per la quale ora prova solo pietà e alla quale dice di aver "donato" il suo cuore a Tristran; pur dispiacendosene perché pensa che verrà spezzato ritenendo che tutti facciano così, la strega si complimenta con Yvaine per la sua bontà, allora la stella le dà un bacio sulla guancia e insieme a Tristran (che in questa veste non l'ha riconosciuta) la saluta. Tristran osserva Wall, sapendo che è l'ultima volta che la vedrà, prima di riprendere con Yvaine il cammino verso Faerie.

### Epilogo - In cui molteplici possono apparire le conclusioni
Il ritorno di Lady Una a Stormhold viene calorosamente celebrato, e governa da reggente in attesa del ritorno, 8 anni dopo, di Tristran e Yvaine, che prima di ciò decidono di visitare in lungo e in largo Faerie. Tristran diviene un sovrano molto amato, dalle sagge decisioni, valoroso in battaglia e abile stratega; dopo la morte del marito, l'immortale stella Yvaine diventa Signora di Stormhold, rivelandosi la miglior monarca che chiunque avesse mai osato sperare.

## Riconoscimenti
- 1999 – Mythopoeic Awards[1][2]
  - Vittoria
- 1999 – Premio Locus[3]
  - Candidatura per il miglior romanzo fantasy
- 2000 – Premio Alex[4]
  - Vittoria

## Edizioni italiane
- Neil Gaiman, Stardust, in Oscar Bestsellers, traduzione di Maurizio Bartocci, illustrazioni di Charles Vess, Mondadori, 2005,  p. 245, ISBN 978-0-380-97728-4.
- Neil Gaiman, Stardust. Una storia d'amore nel regno delle fate, a cura di P. Ruggiero, traduzione di M. Galetti, illustrazioni di Charles Vess, Magic Press, 2006,  p. 224, ISBN 9788877591470.
- Neil Gaiman, Stardust. Una storia d'amore nel regno delle fate, in Vertigo Visions, traduzione di Franc Maria Mura, illustrazioni di Charles Vess, Planeta DeAgostini, 2017,  p. 256, ISBN 9788467450309.

## Adattamento cinematografico
Dal romanzo è stato liberamente tratto un film omonimo diretto da Matthew Vaughn, co-autore della sceneggiatura con Jane Goldman, e distribuito nel 2007.